# Киріяк Кондратович
Кіріяк Андрійович Кондратович (1703—1788) — український поет, філософ, перекладач. Співавтор Ломоносова у створенні лексикографічних праць. Залишив по собі близько 10 тисяч сонетів, рондо та епіграм, проте більшість із них не опубліковано.

## Біографія
Кіріяк Кондратович народився в 1703 році в родині козацького сотника Охтирського полку. Його батько сотник Андрій Кондратович загинув під час Полтавської битви. Здобув освіту в Київській духовній академії власним коштом, де отримав гарну філологічну підготовку, знання польської та латинської мов, пристрасть до схоластики.
У 1728-1731 роках вчителює — навчає в Переяславі Рязанському місцевих семінаристів латини. На той час єпископом у цьому місті був відомий проповідник Гавриїл Бужанський, дядько Кіріяка Кондратовича. 
Після смерті дядька в 1731 році Кіріяк Кондратович зближується з інтелектуальним колом Феофана Прокоповича, яке заклало основу для академічної науки в Російській імперії. Працював перекладачем. У 1733 році був відправлений до Єкатеринбурга працювати вчителем для дітей священників та майстрів. Займався перекладами з латинських та польських джерел для Василя Татищева, який тоді займався компіляцією російської історії з іноземних джерел.
У 1735-1739 роках обіймав посаду придворного філософа або, за словами Татищева, — гусляра чи блазня. Імовірно, ця роль Кондратовича була пов'язана з біронівщиною, що тоді панувала в імперії, та гоніннями на партію учнів Прокоповича.
На початку правління Єлизавети Петрівни переїхав до Петербурга. Кондратович представив у Петербурзькій академії наук складений ним «Лексикон». Його праця в подальшому стала основою для складання першого російського словника, який академія опублікує в 1786-1796 роках. Науковець виявив бажання отримати при Академії наук місце професора для роботи над латино-російським словником. Оскільки академія навіть не мала такої кафедри, його призначили перекладачем із жалуванням у 300 рублів на рік.
Перші два роки, на рівні з академічними завданнями, навчав катехізису сина барона Строганова, який був його покровителем у Єкатеринбурзі. У цей час у нього було розмірене життя та час для наукових занять. У наступні роки його спіткали неприємності: погіршилось матеріальне становище, Академія наук не бажала публікувати його переклади. 
1745 року Кондратович написав роботу з латинської граматики та присвятив її Священному Синоду Російської православної церкви. В особливому донесенні з цього приводу навів реєстр власних 31 перекладу та словників. Але його граматика була відхилена як начебто «несправна». Звернення науковця до російської церкви не мало практичних результатів.
У листопаді 1759 року в періодичному виданні Сумарокова «Працелюбна бджола» (рос. «Трудолюбивая пчела») були вперше в російському перекладі опубліковані дві елегії Овідія Назона. Потім Кондратович був призначений помічником Михайла Ломоносова при створенні «російського лексикону». Попри внесок вченого українця в роботу, його ґрунтовні знання та інтелектуальний рівень, Ломоносов лаявся на нього та погрожував фізичною розправою. Одним з приводів для зачіпок було походження Кондратовича та його український акцент у вимові. Сам Кондратович вважав, що особисті стосунки не повинні впливати на роботу. Утім, він був незадоволений погрозами та приниженнями з боку співавтора. Кондратович скаржився на дії Ломоносова, а пізніше домігся виходу з-під його тіні. Із Сумароковим учений теж мав напружені відносини. Сумароков зневажливо називав Кондратовича Кирейкой, звинувачував у спробах примножити в російській мові кількість «польських слів» (під цим означенням розумілись українські слова), вважав перекладача копіїстом.
У 1758-1759 роках Кондратович переклав «Іліаду», а на початку 1760-х — «Одіссею» з латинської мови у прозу з видання Жана де Спонде. Переклади не були видані, зберіглися в архіві вченого. 
У 1766 році подав прохання до Академії наук щодо видання його перекладів, додавши їх повний перелік на той момент. Російські академіки проігнорували роботи українця. 
Окремі праці Кондратовича були опубліковані в 1767 році, а саме:
- «Исследование сочинителя Ригера о воздухе»;
- «Феофила Сигефра Беэра, бывшего профессора восточной истории и языков, География российская из Константина Порфиродного»;
- «Сочинение о варягах автора Феофила Сигефра Беэра, бывшего профессора восточной истории и восточных языков при Императорской Академии Наук»;
- «География российская и соседственных с Россией областей около 947 года, из книг северных писателей выбрана, автора Беэра»;
- «Марка Туллия Цицерона двенадцать отборных речей».

Користуючись можливістю публікації, у присвятах до цих перекладів Кондратович опублікував місцями віршовані похвали особам, яким були присвячені переклади, місцями розмістив оди, які не мали відношення до перекладу. Наприклад, у трактаті про варягів була розміщена ода про «впадшого у розбійники», у «Географії» — ода про страшний суд, у дослідженні повітря — елегія або арія про Абрадата, сузького царя. Таким чином автор намагався обійти фактичну неможливість видання власних творів.
Окрім науки, Кондратович займався збиранням та складанням епіграм. 300 з них були надруковані в 1769 році в збірці під назвою «Старик молодой доброхотному и недоброхотному читателю». Видання не знайшло розуміння в критиків та читачів.
Останні опубліковані праці Кондратовича:
- «Польский общий словарь и библейный, с польской, латинской и российской новоисправленной библиями смечиван»… (СПб., 1775);
- «Декционер или речениар по алфавиту российских слов о разных произращениях, то есть древах, травах, цветах, семенах огородных и полевых кореньях и о прочих былиях и минералах» (СПб., 1780).

Останні роки вчений був змушений жити в злиднях. Через український акцент та особливості правопису, яких він не бажав позбуватися, з нього знущалися в Академії наук, призначивши не повне, а половинне жалування. Вісім його дітей жили скрутно. Три його доньки заледве змогли вийти заміж.
Кіріяк Кондратович помер у Санкт-Петербурзі 25 вересня 1788 року в бідності. 
Пізніші російські критики кінця XIX — початку XX століття лише критикували літературний доробок Кондратовича, попри його науковий та культурний внесок у свій час. Кондратович був плідним поетом та літератором, який залишив по собі близько 10 тис. сонетів, рондо та епіграм. Ці твори є цікавим історичним джерелом про сучасну автору епоху. 
Окремі невидані переклади Кондратовича згадуються в «Описі рукописів Рум'янцевського музеуму» № CCLXIV та у Змієва, «Російські врачебники», 155.
Твердження російських дослідників творчості Киріяка Кондратовича про його невдалі спроби русифікуватись та малозначущість доробку вченого є маніпулятивними. Вони ігнорують конфлікт науковця з Ломоносовим та Сумароковим щодо встановлення літературної норми та наукової термінології тогочасної російської мови. Крім того, будучи фаховим лексикографом та перекладачем, Кондратович розумів мовні відмінності, але зберігав схильність до використання українізмів у своїх роботах. Сучасні дослідження вказують, що вчений належав до кола українських інтелектуалів Феофана Прокоповича, які принесли європейську науку до Московії, розробили науковий апарат та літературу, збагативши російську мову, яка отримала від цього імпульс для розвитку.

## Переклади
- «Сигизмунд фон Герберштейн, Записки о Московии, с базельского латинязычного издания 1571 года» (1748).
- «Исследование сочинителя Ригера о воздухе»;
- «Феофила Сигефра Беэра, бывшего профессора восточной истории и языков, География российская из Константина Порфиродного»;
- «Сочинение о варягах автора Феофила Сигефра Беэра, бывшего профессора восточной истории и восточных языков при Императорской Академии Наук»;
- «География российская и соседственных с Россией областей около 947 года, из книг северных писателей выбрана, автора Беэра»;
- «Марка Туллия Цицерона двенадцать отборных речей».

## Твори
- «Польский общий словарь и библейный, с польской, латинской и российской новоисправленной библиями смечиван» (СПб., 1775);
- «Декционер или речениар по алфавиту российских слов о разных произращениях, то есть древах, травах, цветах, семенах огородных и полевых кореньях и о прочих былиях и минералах» (СПб., 1780).